# Biblia Marii Michała Kowalskiego
Biblia w tłumaczeniu abp Jana Marii Michała Kowalskiego – tłumaczenie Pisma Świętego Starego i Nowego Testamentu na język polski, dokonane z Wulgaty przez arcybiskupa Jana Marię Michała Kowalskiego. 

## Historia
Po wprowadzeniu w tworzącym się Kościele Katolickim Mariawitów języka narodowego do liturgii w 1907, konieczne było przygotowanie polskiego przekładu tekstów mszalnych, w tym lekcji oraz perykop ewangelicznych. Próby krytycznego przekładu były publikowane na łamach czasopisma Maryawita od jego pierwszego numeru, czyli już od 1907. Pierwsze całościowe wydanie Nowego Testamentu ukazało się w 1921. Przekładu dokonali abp Maria Michał Kowalski, bp Roman Maria Jakub Próchniewski, bp Leon Maria Andrzej Gołębiowski, o. Klemens Maria Filip Feldman i o. Wacław Maria Bartłomiej Przysiecki. Ich praca translatorska opierała się głównie na tekście łacińskiej Wulgaty, jednakże z uwzględnieniem greckiego oryginału. Wspomagano się również polskim przekładem Biblii Leopolity wydanym w 1577 w Krakowie czcionkami drukarni Mikołaja Scharffenbergera. Nowy Testament doczekał się w sumie trzech edycji (w latach 1921, 1925, 1928), przy czym w ostatniej tłumaczenie zostało poprawione przez abp. Kowalskiego.
Osobnej edycji doczekała się Apokalipsa św. Jana w przekładzie arcybiskupa, co miało miejsce w 1929. Księga ta została opatrzona szerokimi komentarzami stanowiącymi wraz z nią pracę autorstwa abp. Michała Wykład na Apokalipsę czyli główne podstawy mariawityzmu (Płock 1929, s. 119-180). Pierwsza edycja wykładu ukazała się w Płocku w 1923.
Pismo Święte Starego Testamentu Kościół Starokatolicki Mariawitów wydał na przestrzeni lat 1923–1927 (w formie kolejnych zeszytów składających się na dwa tomy). W tym przypadku przekład był autorstwa abp. Kowalskiego. Strona tytułowa wskazuje na teksty źródłowe przekładu: Wulgata, uwzględnienie tekstu greckiego i hebrajskiego oraz Biblię polską zwaną Leopolitą. Wiadome jest, że arcybiskup konsultował się z rabinem płockiej gminy żydowskiej podczas prac nad przekładem z języka hebrajskiego.

## Kanon
Mariawici uznają katolicki kanon Pisma Świętego. Jednakże w mariawickim przekładzie Starego Testamentu abp Kowalski zamieścił również Modlitwę Manassesa oraz III i IV Księgę Ezdrasza. We wstępie do tych dwu ostatnich pisze, iż nie zalicza [ich] Kościół Zachodni [...] do liczby Ksiąg Świętych. Kościół zaś Wschodni umieszcza je na końcu Ksiąg Starego Testamentu, dlatego i my je umieszczamy, w tej myśli, że są natchnione. Księgi te są traktowane przez Kościół Starokatolicki Mariawitów jako apokryfy.